# Crotalus willardi
Crotalus willardi este o specie de șerpi din genul Crotalus, familia Viperidae, descrisă de Meek 1905. A fost clasificată de IUCN ca specie cu risc scăzut.

## Subspecii
Această specie cuprinde următoarele subspecii:
- C. w. amabilis
- C. w. meridionalis
- C. w. obscurus
- C. w. silus
- C. w. willardi